# Министерство юстиции Финляндии
Министерство юстиции Финляндии (фин. Oikeusministeriö, швед. Justitieministeriet) является одним из 12 министерств в правительстве Финляндии. Во главе с министром юстиции, оно несёт ответственность за «сохранение и развитие порядка и правовых гарантий и контроль структуры демократии и основных прав граждан» в Финляндии. Разработка важнейших законов, функционирование судебной системы и исполнение наказаний также относятся к компетенции министерства.

## Организация
Министерство и его административный сектор работают во главе с министром юстиции при содействии Постоянного секретаря.
Министерство юстиции состоит из трёх отделов:
- Законопроектный отдел
- Отдел судебной администрации
- Уголовно-политический отдел

### Вспомогательные группы
- Демократии и лингвистических дел
- Международный отдел
- Средств массовой информации и интерфейсного модуля
- Административная группа
- Группа информационного управления
- Отдел внутреннего аудита
- Поддержки управления

## Административный сектор
Административный сектор министерства состоит из судов и ряда других офисов:
- Центр регистрации документов
- Управление омбудсмена по банкротствам
- Управление омбудсмена по защите данных
- Национальный совет по предупреждению преступности
- Следственный совет Финляндии по авариям
- Национальный научно-исследовательский институт правовой политики
- Европейский институт по предупреждению преступности и борьбе с ней
- Совет потребительских споров
- Департамент защиты данных
- Совет назначения судей